# Brachineura scotica
Brachineura scotica är en tvåvingeart som först beskrevs av Edwards 1937.  Brachineura scotica ingår i släktet Brachineura och familjen gallmyggor. Inga underarter finns listade i Catalogue of Life.